# El Cerro
El Cerro is een dorp en gemeente in de provincie Salamanca en in de regio Castilla y León. El Cerro heeft een oppervlakte van 26 km² en heeft 460 inwoners (1-1-2012).

## Burgemeester
De burgemeester van El Cerro heet Juan Carlos Garavís Gonzáles.

## Demografische ontwikkeling
| Jaar | Inwoners |
| ---- | -------- |
| 1900 | 1115     |
| 1910 | 1142     |
| 1920 | 1179     |
| 1930 | 1242     |
| 1940 | 1270     |
| 1950 | 1272     |
| 1960 | 1153     |
| 1970 | 842      |
| 1981 | 692      |
| 1991 | 594      |
| 2000 | 555      |
| 2015 | 449      |